# Modřany
Modřany – część Pragi leżąca w dzielnicy Praga 12, na południe od centrum miasta. W 2006 zamieszkiwało ją 31 738 mieszkańców.